# Sommer-Deaflympics 2005/Mannschaftssportarten
Bei den Sommer-Deaflympics 2005 in Melbourne wurden Wettbewerbe in sechs Mannschaftssportarten ausgetragen.  Basketball, Handball, Volleyball, Wasserball im Melbourne Sports and Aquatic Centre, Beachvolleyball am St. Kilda Beach und Fußball im Olympic Park Stadium. Handball und Wasserball trugen nur die Männer aus.

## Frauen

### Basketball
| Platz | Land               |
| ----- | ------------------ |
| 1     | Vereinigte Staaten |
| 2     | Schweden           |
| 3     | Litauen            |
| 4     | Ukraine            |
| 5     | Griechenland       |
| 6     | Australien         |
| 7     | Neuseeland         |
| 8     | Japan              |

Datum: 15. Januar 2005

### Beachvolleyball
| Platz | Land | Sportlerin                           |
| ----- | ---- | ------------------------------------ |
| 1     | UKR  | Ituliia Iaroshevska, Olena Onokalo   |
| 2     | RUS  | Larisa Manuylova, Olga Anufrieva     |
| 3     | USA  | Sarah Parker, Tamara Foronda         |
| 4     | BLR  | Iryna Hres, Yuliya Sarman            |
| 5     | SUI  | Daniela Grätzer, Laetitia Rossini    |
| 6     | BEL  | Marina Demunter, Karolien Olislagers |
| 7     | AUS  | Debbie Kennewell, Nina Mishriky      |

Datum: 9. Januar 2005

### Fußball
| Platz | Land                   |
| ----- | ---------------------- |
| 1     | Vereinigte Staaten     |
| 2     | Russland               |
| 3     | Vereinigtes Königreich |
| 4     | Dänemark               |
| 5     | Norwegen               |
| 6     | Australien             |

Datum: 16. Januar 2005

### Volleyball
| Platz | Land               |
| ----- | ------------------ |
| 1     | Ukraine            |
| 2     | Japan              |
| 3     | Vereinigte Staaten |
| 4     | Italien            |
| 5     | Russland           |

Datum: 13. Januar 2005

## Männer

### Basketball
| Platz | Land                   |
| ----- | ---------------------- |
| 1     | Vereinigtes Königreich |
| 2     | Iran                   |
| 3     | Deutschland            |
| 4     | Irland                 |
| 5     | Griechenland           |
| 6     | Russland               |
| 7     | Ukraine                |
| 8     | Volksrepublik China    |

Datum: 15. Januar 2005

### Beachvolleyball
| Platz | Land | Sportler                               |
| ----- | ---- | -------------------------------------- |
| 1     | RUS  | Ruslan Dayanov, Stanislav Ivanov       |
| 2     | USA  | Michael Bruning, Scott Majorino        |
| 3     | UKR  | Oleksandr Poltoratskyi, Oleksii Kulyk  |
| 4     | BEL  | Kristof de Weerdt, Bart Dumelie        |
| 5     | BRA  | Alexandro Borges, Alexandre Dale Couto |
| 6     | AUS  | Tim Clarkson, Callum Farman            |

Datum: 9. Januar 2005

### Fußball
| Platz | Land                   |
| ----- | ---------------------- |
| 1     | Vereinigtes Königreich |
| 2     | Iran                   |
| 3     | Deutschland            |
| 4     | Irland                 |
| 5     | Türkei                 |
| 6     | Italien                |
| 7     | Russland               |
| 8     | Niederlande            |

Datum: 16. Januar 2005

### Handball
| Platz | Land               |
| ----- | ------------------ |
| 1     | Kroatien           |
| 2     | Vereinigte Staaten |
| 3     | Deutschland        |
| 4     | Dänemark           |
| 5     | Chinesisch Taipeh  |

Datum: 14. Januar 2005

### Volleyball
| Platz | Land               |
| ----- | ------------------ |
| 1     | Ukraine            |
| 2     | Italien            |
| 3     | Iran               |
| 4     | Russland           |
| 5     | Deutschland        |
| 6     | Finnland           |
| 7     | Japan              |
| 8     | Vereinigte Staaten |

Datum: 13. Januar 2005

### Wasserball
| Platz | Land               |
| ----- | ------------------ |
| 1     | Deutschland        |
| 2     | Ungarn             |
| 3     | Italien            |
| 4     | Vereinigte Staaten |
| 5     | Australien         |

Datum: 14. Januar 2005

## Medaillenspiegel Mannschaftssportarten
| Medaillenspiegel Mannschaftssportarten | Medaillenspiegel Mannschaftssportarten | Medaillenspiegel Mannschaftssportarten | Medaillenspiegel Mannschaftssportarten | Medaillenspiegel Mannschaftssportarten | Medaillenspiegel Mannschaftssportarten |
| Platz                                  | Land                                   | G                                      | S                                      | B                                      | Gesamt                                 |
| -------------------------------------- | -------------------------------------- | -------------------------------------- | -------------------------------------- | -------------------------------------- | -------------------------------------- |
| 01                                     | Ukraine                                | 3                                      | -                                      | 1                                      | 4                                      |
| 02                                     | Vereinigte Staaten                     | 2                                      | 2                                      | 2                                      | 6                                      |
| 03                                     | Vereinigtes Königreich                 | 2                                      | -                                      | 1                                      | 3                                      |
| 04                                     | Russland                               | 1                                      | 2                                      | -                                      | 3                                      |
| 05                                     | Deutschland                            | 1                                      | -                                      | 3                                      | 4                                      |
| 06                                     | Kroatien                               | 1                                      | -                                      | -                                      | 1                                      |
| 07                                     | Iran                                   | -                                      | 2                                      | 1                                      | 3                                      |
| 08                                     | Italien                                | -                                      | 1                                      | 1                                      | 2                                      |
| 09                                     | Japan                                  | -                                      | 1                                      | -                                      | 1                                      |
| 09                                     | Schweden                               | -                                      | 1                                      | -                                      | 1                                      |
| 09                                     | Ungarn                                 | -                                      | 1                                      | -                                      | 1                                      |
| 12                                     | Litauen                                | -                                      | -                                      | 1                                      | 1                                      |
| Total                                  | Total                                  | 10                                     | 10                                     | 10                                     | 30                                     |